# Rue Scarron
La rue Scarron est une voie du 11e arrondissement de Paris, en France.

## Situation et accès

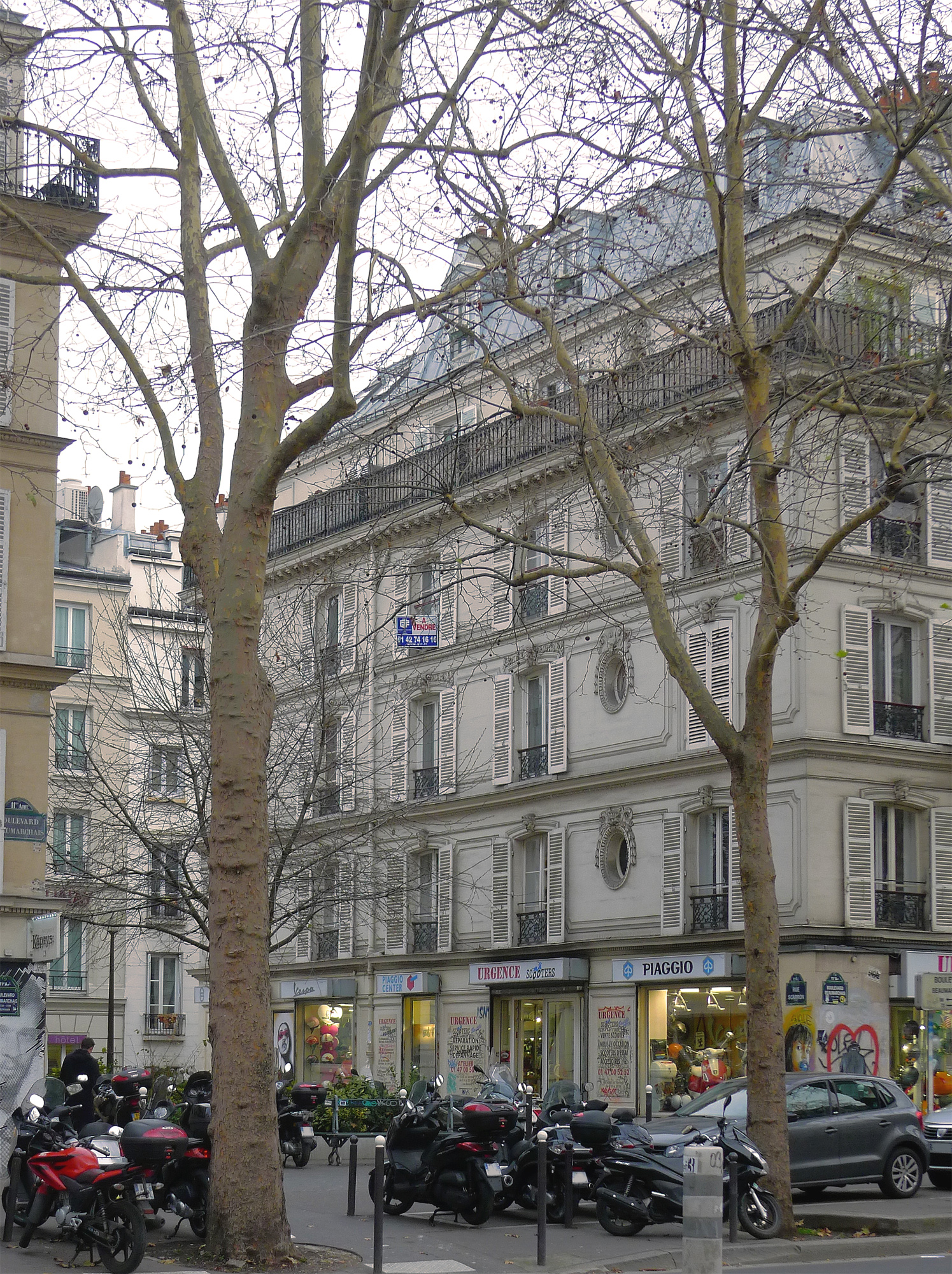
Rue Scarron vue depuis le boulevard Beaumarchais

La rue Scarron est une voie très courte située dans le 11e arrondissement de Paris. Elle débute au 72, boulevard Beaumarchais et se termine au 61, rue Amelot.

## Origine du nom
Elle porte le nom de l’écrivain français Paul Scarron (1610-1660).

## Historique
Cet voie en escalier relie le boulevard Beaumarchais tracé à l'emplacement du bastion n° 10  « de l'Ardoise » de l'enceinte de Charles V réaménagée au milieu du XVIe siècle, à la rue Amelot établie sur le fossé de cette fortification à la suite de sa démolition en 1670 pour l'aménagement du « Cours » ou grands boulevards.
Les immeubles bordant la rue Scarron de part et d'autre de l'escalier font partie d'une ligne de constructions édifiées au début des années 1840 sur les terrains vendus par la ville  de la rue basse qui longeait le boulevard en contrebas. Cette rue séparée du boulevard par un muret comportant quelques passages en escaliers avait été tracée sur le fossé du rempart. Avant 1840, l'espace entre la rue Amelot et le boulevard n'était donc pas construit.
Cet espace fut d’abord provisoirement dénommé « voie Z/11 ».
Cette voie a ensuite reçu par arrêté municipal du 27 juillet 1979 le nom de « rue Scarron ».

## Bâtiments remarquables et lieux de mémoire

Art urbain sur les escaliers.